# Castellviny
Castellviny és un poble del terme municipal de Sort, a la comarca del Pallars Sobirà. Fins al 1976 formà part del terme d'Enviny.
Castellviny és al nord-oest del seu actual cap municipal, Sort, enfilat a les muntanyes que tanquen per la dreta la vall de la Noguera Pallaresa. És en un coster al sud-sud-est d'Olp i a l'oest-sud-oest de la Bastida de Sort, al nord del Barranc de la Pietat i al sud del Barranc de Bonabasi.

## Etimologia
Joan Coromines explica el topònim Castellviny a partir del llatí Castellum viciniae (el castell del veïnat), interpretable com a el Castell de la rodalia. Es tracta, doncs, d'un topònim romànic, d'origen altmedieval.

## Geografia

### El poble de Castellviny
Castellviny, ara amb un parell de cases habitades, és un poble petit, amb les cases disposades en un carrer únic situat en un replà del fort costaner de la riba dreta de la Noguera Pallaresa, amb l'església de Sant Esteve a l'extrem nord del poble, una mica separada.

#### Cases del poble[2]
| - Casa Dolça | - Casa Miquel | - Casa Roi | - Casa Serafina |

## Història

### Història contemporània
Pascual Madoz dedica un article del seu Diccionario geográfico... a Castellviny (Castellviñy). Diu que és una localitat amb només alcalde, situat en el vessant d'una alta muntanya, sobre una penya, enlairada a la dreta de la Noguera Pallaresa. La combaten tots els vents, especialment els del nord; el clima hi és fred, i produeix inflamacions i pulmonies. Tenia 8 cases i l'església de Sant Esteve, annexa de la de la Bastida de Sort. La terra és de qualitat mitjana, i s'hi produeix blat, sègol, ordi, patates, força nous i fruites d'hivern. S'hi recrien mules, i s'hi mantenen els bous necessaris per a les feines del camp. Hi ha cacera, de conills, llebres i perdius. La indústria està tota relacionada amb la recria de bestiar. Tenia 4 veïns (caps de casa) i 21 ànimes (habitants).

## Demografia[4]
| 1857 | 1888 | 1910 | 1920 | 1930 | 1940 | 1991 | 2000 | 2002 | 2004 | 2006 | 2008 | 2010 | 2011 |
| ---- | ---- | ---- | ---- | ---- | ---- | ---- | ---- | ---- | ---- | ---- | ---- | ---- | ---- |
| 46   | 14   | 2    | 10   | 15   | 8    | 9    | 7    | 6    | 4    | 4    | 4    | 3    | 5    |